# Rumo (Trentino)
Rumo (deutsch veraltet: Räu oder Run, Nones: Rum) ist eine italienische Gemeinde (comune) mit 786 Einwohnern (Stand am 31. Dezember 2023) in der Provinz Trient, Region Trentino-Südtirol. Sie gehört der Talgemeinschaft Comunità della Val di Non an. Bis 1900 hieß die Gemeinde noch Rumes. 

## Geographie
Rumo liegt etwa 42 Kilometer nordnordwestlich von Trient am Fluss Pescara im Nonstal am südöstlichen Rand der Ortler-Alpen auf 944 m s.l.m. Das Gemeindegebiet grenzt im Norden am Ilmenkamm und der Ilmenspitze (2656 m) (italienisch Cima Olmi) an das Südtiroler Ultental. Der Verwaltungssitz der Streugemeinde befindet sich im Ortsteil Marcena, weitere Fraktionen sind Lanza, Mione-Corte Inferiore und Mocenigo.

## Weblinks

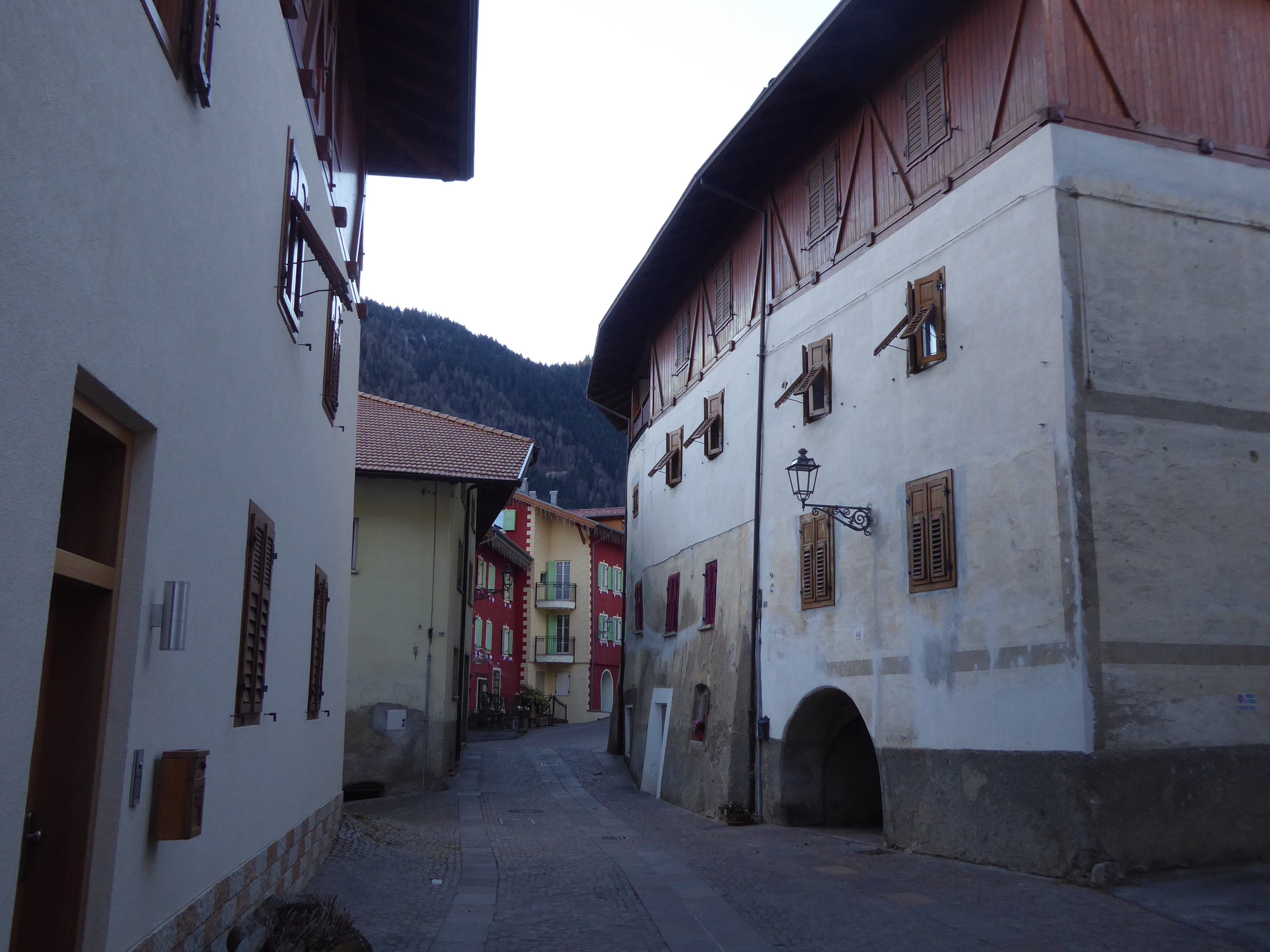
Ortsteil Marcena
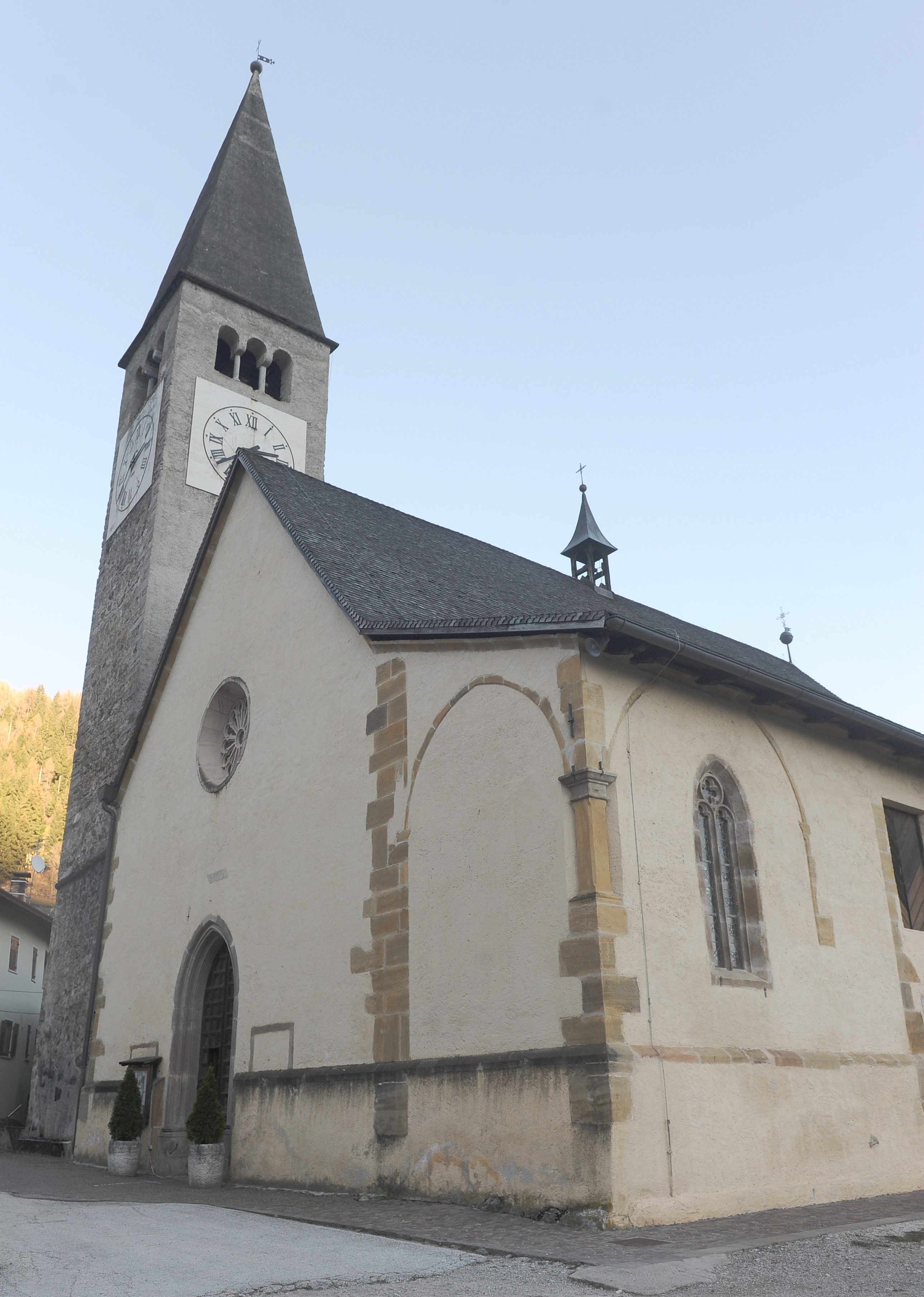
Pfarrkirche Marcena
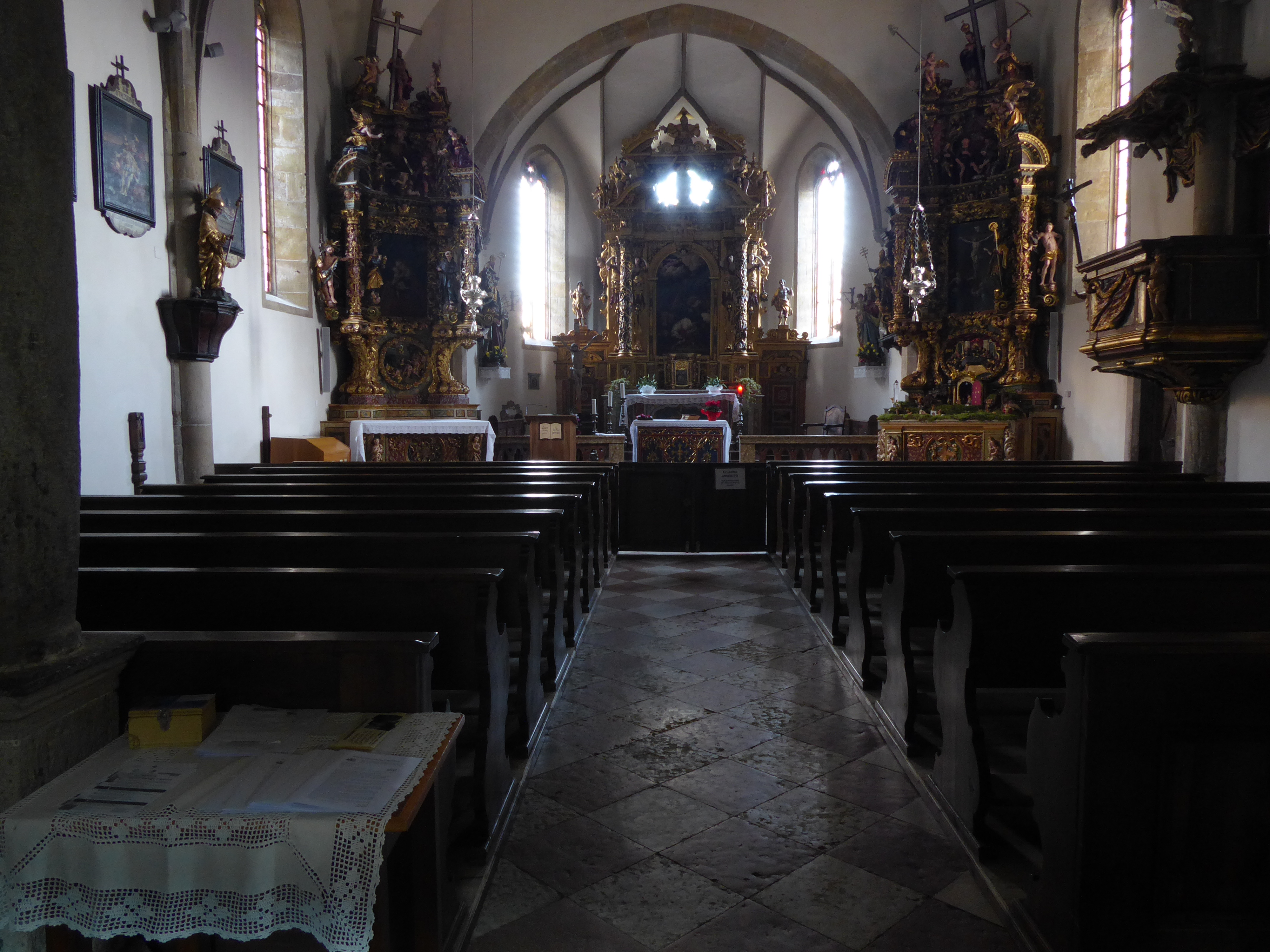
Innenraum der Pfarrkirche Marcena